# Arvèiras
Arvèiras (en francès Arveyres) és un municipi francès situat al departament de la Gironda i a la regió de la Nova Aquitània.

## Demografia
| 1962                                       | 1968  | 1975  | 1982  | 1990  | 1999  | 2007  |
| ------------------------------------------ | ----- | ----- | ----- | ----- | ----- | ----- |
| 1.605                                      | 1.726 | 1.757 | 1.849 | 1.819 | 1.624 | 1.848 |
| Des de 1962: població sense dobles comptes |       |       |       |       |       |       |

## Administració
| Període   | Identitat       | Partit |
| --------- | --------------- | ------ |
| 2001-2008 | Yves Videau     |        |
| 2001-     | Benoit Gheysens |        |